# Assassinat de Jessica Lunsford
Jessica Marie Lunsford (6 d'octubre de 1995 - 27 de febrer de 2005) va ser una nena estatunidenca de nou anys d'edat d'Homosassa, Florida (Estats Units d'Amèrica), que va ser assassinada el febrer de 2005.
Lunsford va ser segrestada de casa seva a primera hora del matí del 24 de febrer de 2005 per de John Couey, un delinqüent sexual condemnat de 46 anys que vivia a prop. Couey la va mantenir captiva durant el cap de setmana, durant el qual va ser violada i després assassinada en ser enterrada viva.
Els mitjans de comunicació van cobrir àmpliament la investigació i el judici de Couey.
L'assassinat de Jessica Lunsford va influir en la introducció d'una legislació a Florida coneguda com la Llei de Jessica, dissenyada per protegir les víctimes potencials i reduir la capacitat d'un delinqüent sexual de reincidir, que des de llavors ha influït en una legislació similar en altres 42 estats.
El 24 d'agost de 2007, un jutge d'Inverness (Florida), va condemnar Couey pel segrest, agressió sexual i assassinat en primer grau de Lunsford, i el va condemnar a mort. Tot i això, Couey va morir per causes naturals el 2009, abans que es pogués executar la seva condemna.

## Els fets
Jessica Lunsford, de nou anys d'edat, va desaparèixer a la nit del 24 de febrer de 2005, de casa seva a Homosassa, Florida. Després d'aproximadament tres setmanes de recerca intensa per la zona de casa seva, John Evander Couey va ser arrestat a Savannah, Geòrgia, per una ordre pendent de possessió de cànnabis, però va ser posat en llibertat després de ser interrogat perquè només era una ordre local.
Couey era un resident de 46 anys d'edat d'Homosassa amb antecedents penals extensos, que enumerava desenes de detencions per robatori i era un delinqüent sexual infantil condemnat. A causa de les lleis de l'època, Couey va rebre només condemnes curtes i no va ser controlat després de l'alliberament, malgrat el seu historial de ser un intrús experimentat i els seus repetits delictes sexuals contra nens.
El 12 de març, Couey va ser arrestat a Augusta, Geòrgia, a petició de l'Oficina del Xèrif del Comtat de Citrus, per ser interrogat sobre la desaparició de Jessica Lunsford a causa de la seva residència a West Snowbird Court a Homosassa, a només 65 metres de la casa de Lunsford, i pel seu registre criminal. Couey va declarar que no tenia res a veure amb la desaparició de la nena de nou anys i que s'havia traslladat a Geòrgia per trobar feina, només en saber-ho per les notícies de la televisió. Va ser posat en llibertat després de ser interrogat.
El 14 de març, la germanastra de Couey, Dorothy Dixon, va donar permís a la policia per buscar a la seva caravana a West Snowbird Court a Homosassa. Couey havia viscut a la residència de West Snowbird Court amb Dixon, el seu xicot (Matt Dittrich), la seva filla i el seu gendre, (Madie i Gene Secord), i el seu net de dos anys (Joshua). Durant la recerca es va trobar un matalàs i coixins tacats de sang a l'armari de Couey a la seva habitació, i l'anàlisi forense va descobrir l'ADN de Couey i de Lunsford al matalàs.
El 17 de març, Couey va ser arrestat i acusat de l'assassinat de Jessica Lunsford i transportat a la presó del comtat de Citrus, Florida.

### La confessió de Couey

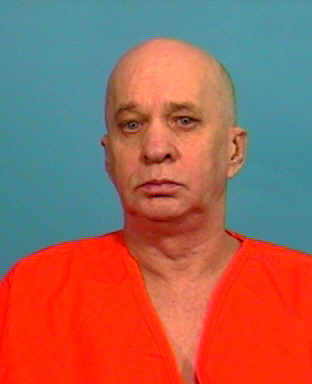
John Couey

El 18 de març de 2005, Couey va fer una confessió gravada en àudio i en vídeo d'haver segrestat, violat i assassinat Lunsford.
En la seva confessió, Couey va dir que abans havia vist Lunsford jugant al seu pati i pensava que tenia «uns sis anys». La nit del segrest, Couey només tenia la intenció de robar la casa dels Lunsford, però va veure Jessica i «va actuar per impuls i se la va endur». Va entrar a casa de Lunsford cap a les tres de la matinada per una porta que no estava tancada, va despertar Lunsford, li va dir «No cridis ni digues res», i li va dir que el seguis fora de casa. En aquell moment, vivia en una caravana juntament amb dues dones, a uns 90 m de distància. Couey va admetre haver violat Lunsford al seu dormitori, la va mantenir al llit aquella nit i la va tornar a violar al matí. Couey la va posar al seu armari i li va ordenar que es quedés allà mentre anava a treballar a Billy's Truck Lot, cosa que va fer. Tres dies després d'haver-la segrestat, Couey va enganyar Jessica perquè es fiqués dins de dues bosses d'escombraries dient que «la portaria a casa». En canvi, la va enterrar viva perquè va decidir que no podia fer res més amb la noia.

### El descobriment del cos de Lunsford
El 19 de març, la policia va trobar el cos de Jessica Lunsford, de nou anys d'edat, a la residència de West Snowbird Court a Homosassa, enterrada i dins d'una bossa de plàstic en un forat d'aproximadament 70 cm de profunditat i 60 cm de radi, cobert amb fulles. El cos de Lunsford va ser retirat del sòl i transportat a l'oficina del forense, on es va registrar que havia patit una descomposició entre «moderada» i «severa». Segons els informes de l'autòpsia publicats públicament, Lunsford havia ficat dos dits a través de les bosses abans de morir asfixiada i els dits s'havien esqueletitzat. El forense va dictaminar que la mort hauria passat fins i tot en les millors circumstàncies en 2-3 minuts per falta d'oxigen.
Després del descobriment del cos de Lunsford a la residència, Dixon va declarar que una setmana abans li havia donat diners a Couey per un bitllet d'autobús i que ell li havia trucat per dir-li que s'havia traslladat a Savannah, Geòrgia. A més, Dixon i els altres residents de la caravana van afirmar que mai no havien vist Lunsford a la caravana ni no havien notat res estrany en l'habitació de Couey, que no s'havia utilitzat des de l'última vegada que hi va ser.
El 30 de juny de 2006, un jutge va dictaminar que la confessió de Couey era inadmissible al tribunal perquè, quan es va registrar, la policia no havia acceptat les sol·licituds de Couey d'un advocat, la qual cosa va fer que la confessió fos invàlida i poc fiable segons la Cinquena i Sisena Esmenes de la Constitució dels Estats Units d'Amèrica. Sobre l'objecció de Couey, el tribunal de primera instància va decidir que totes les proves recollides després de la confessió, inclosa la recuperació del cos de Lunsford, serien admeses, així com les declaracions incriminatòries suposadament fetes per Couey als investigadors i a un guàrdia de la presó.

## El judici
El judici es va traslladar a Miami després que els funcionaris no poguessin asseure un jurat imparcial al comtat de Citrus, on estava previst que se celebrés per primera vegada el judici.
El 7 de març de 2007, Couey va ser declarat culpable de tots els càrrecs relacionats amb la mort de Lunsford, inclòs assassinat en primer grau, segrest, robatori amb assalt o agressió a qualsevol persona, i agressió sexual. El jurat va deliberar durant quatre hores, amb l'encàrrec de recomanar la presó perpètua sense possibilitat de llibertat condicional o la pena de mort, les úniques dues condemnes possibles segons la llei de Florida. Una setmana més tard, després d'una hora i 15 minuts de deliberació, un jurat va recomanar que Couey fos condemnat a mort. El cas va ser apel·lat al Tribunal Suprem de Florida.
L'11 d'agost de 2007, un jurat que supervisava el cas Lunsford va votar 10-2 que Couey fos elegible per a la condemna a mort. La defensa de Couey va argumentar que havia patit tota una vida d'abús emocional i tenia un coeficient intel·lectual per sota del normal, cosa que li permetria evitar una condemna a mort en virtut d'una sentència del Tribunal Suprem de 2002 que prohibeix l'execució de persones amb discapacitat mental. Tanmateix, la prova d'intel·ligència més creïble va valorar el coeficient intel·lectual de Couey en 78, per sobre del nivell acceptat estàndard de discapacitat intel·lectual, que és de 70.
El 24 d'agost de 2007, Couey va ser condemnat a mort, a més de tres cadenes perpètues consecutives. Tanmateix, el 30 de setembre de 2009, abans que es poguessin executar les sentències, Couey va morir per causes naturals.

## Conseqüències

### LaJessica Lunsford Act
Després de la seva mort, el seu pare, Mark Lunsford, va aplicar una nova legislació per proporcionar un seguiment més estricte dels delinqüents sexuals alliberats. La Jessica Lunsford Act va rebre el seu nom per ella. Requereix restriccions més estrictes als delinqüents sexuals (com ara utilitzar dispositius electrònics de seguiment) i augmentar les condemnes de presó per a alguns delinqüents sexuals reincidents. La Llei de Jessica es refereix a actes de reforma similars iniciats per altres estats.

### La mort de Wrongful i la negligent demanda
El 19 de febrer de 2008, gairebé tres anys després del seu segrest i assassinat, el pare de Jessica va ser representat per advocats de Jacksonville, Florida, en un escrit previ al judici presentat contra l'Oficina del Xèrif del Comtat de Citrus i el Departament d'Aplicació de la Llei de Florida. Després de rebre l'avís de la demanda pendent, el xèrif del comtat de Citrus, Jeff Dawsy, va declarar que creia que el cas era «infundat... Només hi ha una persona al món que hauria de ser responsable de la mort de Jessica Lunsford i aquesta és John Couey».
Després de les queixes i suggeriments dels residents del comtat de Citrus que el litigi pendent s'estava perseguint per cobdícia i que si hagués estat un pare millor que la seva filla encara podria estar viva, els advocats de Mark Lunsford i de Jacksonville, Eric Block i Mark Gelman, van celebrar una conferència de premsa a Jacksonville, on es va afirmar que el litigi pendent era «no pels diners... sinó pel canvi». Lunsford va afirmar que es necessitaven canvis en els procediments i les polítiques. S'al·lega que Couey tenia a Jessica Lunsford viva a la caravana mentre els funcionaris del comtat de Citrus visitaven la caravana, que els gossos policia van indicar que Jessica estava retinguda en direcció la caravana i van ser ignorats, que els funcionaris del comtat de Citrus van perseguir activament el pare de Mark Lunsford com el seu principal sospitòs, mentre que les proves apuntaven a un altre lloc, i que si els funcionaris del comtat de Citrus haguessin seguit una ordre pendent emesa per Geòrgia, els funcionaris del comtat de Citrus podrien haver entrat a la residència de Couey i possiblement salvar la nena.

## Altres mitjans
Mark Lunsford esdevé un activista pels drets dels nens després de l'assassinat de la seva filla Jessica és el tema del documental de 2011, Jessie's Dad.
El segrest de Jessica Lunsford va ser cobert el 2013 a la sèrie de televisió FBI: Criminal Pursuit a l'episodi Lurking Menace.